# Vilarinho (Lousã)
Pour les articles homonymes, voir Vilarinho.
Vilarinho est une ancienne paroisse civile portugaise (en portugais : freguesia) de la municipalité de Lousã dans le district et la région de Coimbra. Depuis 2013, elle est rattachée à Lousã e Vilarinho.

## Géographie
Vilarinho est située à l'est de Lousã, dans la vallée de la Ceira (affluent du Mondego) et aux pieds de la Serra da Lousã. Avec une superficie de 25,13 km2 et une population de 2 172 habitants en 2001, la paroisse possède une densité de 86,4 hab/km2.
La paroisse comprend de nombreux villages et lieux-dits :
- Bairro do Emigrante
- Boque
- Cabanões
- Carris
- Casais
- Casal do Espirito Santo
- Covão
- Cruz da Gândara
- Favariça (en partie)
- Fiscal
- Freixo
- Gândara
- Manguela (en partie)
- Mó de Fiscal
- Povoa de Fiscal
- Prilhão
- Quinta de Fiscal
- Reguengo
- Ribeira dos Casais
- Ribeira Maior
- Rogela
- Sarnadinha
- Tapada de Fiscal
- Vale
- Vilarinho
- Vinhas de Fiscal

## Histoire
Vilarinho signifie « petit village » en portugais.
La loi no 11-A/2013 du 28 janvier 2013, portant réorganisation administrative du territoire des freguesias, fusionne Vilarinho avec la paroisse voisine de Lousã pour former l’União das freguesias de Lousã e Vilarinho (dont le siège est à Lousã).

## Patrimoine historique
- Chapelle du Reguengo